# Representações culturais de Estêvão, Rei da Inglaterra
O Rei Estêvão da Inglaterra (c. 1092/6 - 25 de outubro de 1154) foi neto de Guilherme, o Conquistador, e foi retratado em várias obras culturais. Ele foi rei da Inglaterra de 1135 até seu falecimento, e também o conde de Boulogne jure uxoris. Seu reinado foi marcado pela guerra civil com sua prima e rival, a Imperatriz Matilda, em um período chamado Anarquia, que foi dramatizado por Beth Flintoff em sua peça Matilda, a Imperatriz, apresentada pela primeira vez em novembro de 2017 na Igreja de St James, em Reading. Estêvão foi sucedido pelo filho de Matilda, Henrique II, o primeiro dos reis angevinos.

## Ficção
Estêvão é um personagem proeminente no romance de Sharon Kay Penman Quando Cristo e seus santos dormem, mostrado como um marido amoroso e bom guerreiro, mas um monarca indeciso que não consegue controlar seus barões.
O Rei Estêvão é retratado na histórica série de detetives de Ellis Peters, Irmão Cadfael, que ocorre durante o reinado de Estêvão. Ele aparece em dois deles. One Corpse Too Many (1979), ambientado em agosto de 1138, tem como pano de fundo a conquista de Shrewsbury por Estêvão e sua decisão - descrita como "atipicamente severa" - de executar todos os membros da antiga guarnição que ocupava a cidade pela Imperatriz Matilda. Na Penitência do irmão Cadfael (1994), boa parte da trama ocorre durante e logo depois de uma conferência de paz abortada organizada pela Igreja em novembro de 1145 em um esforço para reconciliar Estêvão com sua prima Matilda e acabar com a guerra civil.
O romance de Cecelia Holland, de 1971, O Conde, também publicado como Martelo de Príncipes, mostra o velho e trágico rei Estêvão, enfrentando a morte de seu próprio filho Eustace e a inevitabilidade de reconhecer o príncipe Henrique, filho de sua rival, como seu herdeiro.
Estêvão raramente foi retratado na tela. Ele foi interpretado por Frederick Treves na série de TV da BBC de 1978 The Devil's Crown, que dramatizou os reinados de Henrique II, Ricardo I e John, e por Michael Grandage em "One Corpse Too Many", o primeiro episódio da adaptação para a televisão do Romances Cadfael (1994).
Estêvão é retratado no livro The Pillars of the Earth, de Ken Follett, nº 1 do New York Times (1990). Ele aparece apenas algumas vezes no romance de ficção histórica e é descrito mais como um guerreiro do que como um rei. O romance foi relançado em 2010 e posteriormente transformado em uma minissérie, The Pillars of the Earth, que estreou nos Estados Unidos e Canadá em julho de 2010. Na minissérie, Rei Estêvão foi interpretado por Tony Curran. Na minissérie é mostrado em um papel mais vilão do que nos livros. Na minissérie ele é o responsável pelo naufrágio e assassinato do futuro rei e herdeiro do trono da Inglaterra, que no livro é causado por barões que querem um rei mais fraco que eles possam controlar. Estêvão então mente e faz um juramento de lealdade a Matilda, a filha do rei moribundo. Mas assim que o rei morre, Estêvão usurpa o trono, iniciando uma sangrenta guerra civil com Matilda, disputando a coroa. Estêvão é assombrado pelas visitas do fantasma do traído rei da Inglaterra, que lhe mostra visões da queda do pretendente.
The Janna Mysteries de Felicity Pulman postula um caso de amor entre Matilda e Estêvão.
Estêvão também é retratado como um jovem amante de Matilda em The Fatal Crown, de Ellen Jones.